# Château de Fournils
Le château de Fournils est un château de style néo-Renaissance construit selon l'architecte Henri Duphot en 1858, situé à Saint-Laurent-des-Hommes en Dordogne. La propriété est protégée par une inscription en site naturel depuis 1980. 
Le château, son parc et une partie des dépendances ont été inscrit au titre des monuments historiques en 2022.

## Historique
Le château de Fournils a été bâti entre 1858 et 1860 à l'emplacement d’un ancien château désormais disparu mais dont subsistent certaines dépendances. Le château fut la propriété au début du XXe siècle du comte Joseph de Beynac.
La famille des propriétaires actuels l’acquière en 1913. Le domaine a servi d’hôpital militaire pendant la Première Guerre mondiale.

## Description
Le château est de style néo-Renaissance, avec de nombreuses tourelles en encorbellement et des baies à meneaux croisés. Il est entouré d'un fossé et ses façades comportent des ornementations sculptées. 
L'intérieur est essentiellement composé d'un grand escalier, de nombreuses cheminées, ainsi que de plusieurs équipements (grilles de l'ancien système de chauffage, cuisine dans le sous-sol, poignées de portes ornementées ou monte-charge). 
Les dépendances comportent de nombreux bâtiments regroupés qui accueillaient à l'origine des écuries, un chenil, des logis, des ateliers ou une étable. Le domaine compte également au Sud une grange, deux maisons et une ancienne chapelle.